# Salmānu-ašarēd II.
Salmānu-ašarēd II. (auch Salmanassar II., Šulmānu-ašarēd II.) war König des Assyrischen Reiches und regierte ca. 1031–1020 v. Chr.
Er war Nachfolger von König Aššur-nâṣir-apli I., dem Begründer der 7. Dynastie Assyriens. Wegen der mangelhaften Quellenlage für das „Dunkle Zeitalter“ Assyriens ist wenig über Salmānu-ašarēd bekannt. Sein Nachfolger wurde Assur-nirari IV.